# Test de Schirmer

Test de Schirmer, placement de papier buvard dans le cul-de-sac lacrymal inférieur

Le test de Schirmer est utilisé en ophtalmologie pour déceler la xérophtalmie. Ce test permet donc d'évaluer la quantité de larmes dans l'œil. Il s'agit d'une méthode invasive.
On place un papier buvard calibré dans le cul-de-sac lacrymal inférieur avec ou sans anesthésie locale. On mesure ensuite la partie mouillée du papier. 
Sa norme est la suivante : le test est négatif si la longueur de la partie mouillée est supérieure à 5 mm en 5 minutes (soit 5 graduations en 5 minutes). Si l'on obtient un résultat négatif, le port de lentilles silicone hydrogel (LSH) sera donc possible. Si au contraire, celui-ci est positif, il faudra envisager une adaptation en lentilles rigides perméables au gaz (LRPG),,.